# Long Bình, Đồng Nai
Long Bình là một phường thuộc tỉnh Đồng Nai, Việt Nam.

## Địa lý
Phường Long Bình có vị trí địa lý: 
- Phía đông giáp phường Tam Hiệp và Trấn Biên.
- Phía đông nam giáp phường Long Hưng.
- Phía tây giáp phường Hố Nai.
- Phía bắc giáp phường Trảng Dài.
- Phía nam giáp phường Phước Tân.

Phường có diện tích 44,91 km², dân số năm 2025 là 168.614 người, mật độ dân số đạt 3.754 người/km².
Phường có 3 trục đường giao thông chính là đường sắt Bắc Nam (phía Bắc); xa lộ Hà Nội (phía Tây) và quốc lộ 15 (phía Tây Nam).

### Địa hình
Địa hình phường Long Bình tương đối bằng phẳng với độ cao thay đổi từ 7 đến 77m.
Độ nghiêng địa hình phường không rõ ràng nhưng có xu hướng thấp dần từ Bắc xuống Nam, phù hợp cho việc xây dựng các công trình và hạ tầng cơ sở.

### Khí hậu
Phường Long Bình mang đặc điểm của khí hậu khu vực Biên Hòa. Đặc điểm chung là nóng ẩm, mưa nhiều, phân làm 2 mùa rõ rệt: mùa mưa và mùa khô.
Mùa mưa bắt đầu từ tháng 5 đến tháng 10, mưa lớn tập trung, lượng mưa chiếm 85-90% tổng lượng mưa trong năm.
Mùa khô từ tháng 11 đến tháng 4 năm sau, lượng mưa ít, chỉ chiếm 10-15% tổng lượng mưa trong năm, trong khi nhiệt độ và lượng bốc hơi lớn gây khô hạn ở nhiều nơi.
Tổng lượng mưa trung bình của phường Long Bình trong năm đạt 1600-1800mm.
Nhiệt độ nơi đây cao đều trong năm, dao động từ 23 đến 29°C

### Thủy văn và nguồn nước
Phường có năm nhánh suối chảy trên địa bàn phường, có chức năng tiêu thoát nước mưa và nước sinh hoạt.
Nguồn nước sinh hoạt chủ yếu phụ thuộc vào hệ thống cung cấp nước sạch của khu vực.

## Hành chính
Phường Long Bình được chia thành 12 khu phố: 1, 2, 2A, 3, 4, 5, 5A, 6, 7, 7A, 8, 8A.

## Lịch sử
Trước đây, phường Long Bình được chia thành 9 khu phố: 1, 2, 3, 4, 5, 5A, 6, 7, 8.
Ngày 29 tháng 12 năm 2016, Uỷ ban Nhân dân tỉnh Đồng Nai ban hành Quyết định 4547/QĐ-UBND, trong đó:
- Thành lập khu phố 2A trên cơ sở một phần diện tích khu phố 2.
- Thành lập khu phố 7A trên cơ sở một phần diện tích khu phố 7.
- Thành lập khu phố 8A trên cơ sở một phần diện tích khu phố 8.

Ngày 16 tháng 6 năm 2025, Ủy ban Thường vụ Quốc hội ban hành Nghị quyết số 1662/NQ-UBTVQH15 về việc sắp xếp các đơn vị hành chính cấp xã của tỉnh Đồng Nai năm 2025. Theo đó, sắp xếp toàn bộ diện tích tự nhiên, quy mô dân số của các phường Hố Nai, Tân Biên và Long Bình thành phường mới có tên gọi là phường Long Bình.
Sau khi sáp nhập, phường Long Bình có 44,91 km² diện tích tự nhiên và dân số 168.614 người.

## Đặc điểm kinh tế - xã hội và sử dụng đất đai
- Kinh tế của phường rất đa dạng, trong đó ngành công nghiệp và dịch vụ là thế mạnh trong phát triển kinh tế, xong ngành dịch vụ vẫn là nguồn sống của đại bộ phận dân cư trên địa bàn phường.
- Dân số của phường có khoảng 133.206 dân, mật độ dân số là 3.806 người/km2.
- Phường đã có bản đồ địa chính chính quy; đã tiến hành đăng ký đất đai, lập hồ sơ địa chính và hoàn thành cơ bản công tác cấp giấy chứng nhận quyền sử dụng đất theo quy định.
- Tổng diện tích đất tự nhiên là 3.500,12 ha, chiếm 22,63% diện tích tự nhiên của thành phố, trong đó có tới 1.667 ha đất an ninh quốc phòng và 621 ha đất công nghiệp tập trung. Diện tích còn lại được sử dụng chủ yếu cho mục đích phi nông nghiệp, diện tích đất nông nghiệp đang có xu thế chuyển đổi sang sử dụng vào mục đích phi nông nghiệp.